# Піцига
Піцига (рум. Pițiga) — село у повіті Алба в Румунії. Входить до складу комуни Лупша.
Село розташоване на відстані 313 км на північний захід від Бухареста, 45 км на північний захід від Алба-Юлії, 55 км на південний захід від Клуж-Напоки.

## Населення
За даними перепису населення 2002 року у селі проживали 188 осіб, усі — румуни. Усі жителі села рідною мовою назвали румунську.